# Petre Dicu

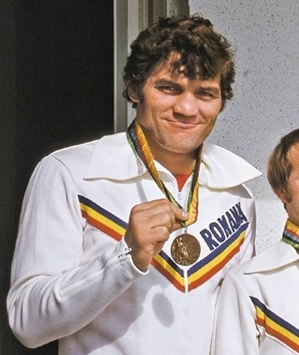
Petre Dicu

Petre Dicu (* 27. Mai 1954 in Gostavățu, Kreis Olt) ist ein ehemaliger rumänischer Ringer. Er war Gewinner der Bronzemedaille bei den Olympischen Spielen 1980 im griechisch-römischen Stil im Halbschwergewicht.

## Werdegang
Petre Dicu begann als Jugendlicher beim Sportclub in Drobeta Turnu Severin mit dem Ringen. Nach ersten Erfolgen auf nationaler Ebene wurde er auf Grund seines Talentes zum Sportclub Dinamo Bukarest delegiert. Sein wichtigster Trainer war Tudor Gaita. Er konzentrierte sich voll auf den griechisch-römischen Stil und rang als Erwachsener bei einer Größe von 1,84 Metern immer im Halbschwergewicht, der Gewichtsklasse, die zu seiner Zeit bis 90 kg Körpergewicht reichte.
Auf der internationalen Ringerbühne erschien er erstmals im Jahre 1974 bei der Junioren-Europameisterschaft (Espoirs) im schwedischen Haparanda. Er belegte dort im Halbschwergewicht den 6. Platz. 
1976 wurde er als Nachfolger von Nicolae Neguț erstmals rumänischer Meister bei den Senioren im Halbschwergewicht und startete auch bei der Europameisterschaft dieses Jahres in Leningrad. Er kam dort nach Siegen über Giuseppe Vitucci aus Italien und István Séllyei aus Ungarn und Niederlagen gegen Ants Nisu aus der Sowjetunion und Roman Wrocławski aus Polen auf den 5. Platz. Bei den Olympischen Spielen 1976 in Montreal wurde er noch nicht eingesetzt.
Im Jahre 1977 landete Petre Dicu bei der Europameisterschaft in Bursa nach Niederlagen gegen Olympiasieger Csaba Hegedűs aus Ungarn und Frank Andersson aus Schweden auf dem 9. Platz. Bei der Weltmeisterschaft 1977 in Göteborg erzielte er dann aber seinen ersten großen Erfolg bei den Senioren. Er besiegte dort u. a. die starken Ringer Wiktor Awdessjew aus der Sowjetunion, Czesław Kwieciński aus Polen und Stojan Nikolow aus Bulgarien. Er verlor nur im Endkampf gegen den Lokalmatadoren Frank Andersson und wurde damit Vize-Weltmeister. 
Auch bei der Europameisterschaft 1978 in Oslo gewann er eine Medaille, die bronzene. Ihm gelang dabei sogar ein Sieg über den vielfachen sowjetischen Weltmeister Igor Kanygin. Niederlagen musste er gegen Frank Andersson und den Finnen Keijo Manni hinnehmen. Bei der Weltmeisterschaft dieses Jahres in Mexiko-Stadt war er nicht ganz so erfolgreich, obwohl ihm auch dort ein Sieg über einen Olympiasieger, Csaba Hegedűs aus Ungarn, gelang. Nach einer Niederlage gegen Czesław Kwieciński, den er vorher schon öfters geschlagen hatte, musste er aber frühzeitig ausscheiden und kam auf den 5. Platz. 
Im Jahre 1979 gewann Petre Dicu bei der Europameisterschaft in Bukarest wieder eine Bronzemedaille. Ihm gelangen dort u. a. Siege über Iwan Petrow aus Bulgarien, Airapet Minassjan aus der UdSSR und Norbert Növényi aus Ungarn. Niederlagen musste er von Georgios Pozidis aus Griechenland und Frank Andersson hinnehmen. Bei der Weltmeisterschaft 1979 in San Diego gewann er zwar wiederum gegen Norbert Növényi, verlor aber etwas überraschend gegen Yoshihiro Fujita aus Japan und Pedro Pawlidis aus der Bundesrepublik Deutschland und erreichte damit nur den 9. Platz.
Bei der Europameisterschaft 1980 in Prievidza gelangen Petre Dicu Siege über Stojan Nikolow und Keijo Manni. Im Kampf gegen Igor Kanygin fielen keine Wertungen, so dass beide Ringer vorzeitig wegen Passivität von der Matte gestellt wurden. Damit wurde er mit 4 Fehlpunkten belastet. Die danach folgende Niederlage gegen Frank Andersson brachte deshalb sein Ausscheiden und Abrutschen auf den 4. Platz. Bei den Olympischen Spielen 1980 in Moskau traf Petre Dicu nur auf schwere Gegner, gegen die er sich aber bravourös schlug. Zunächst besiegte er den starken Österreicher Franz Pitschmann, dann gelang ihm wiederum ein sensationeller Punkterfolg über Igor Kanygin. In den folgenden Kämpfen besiegte er auch Stojan Nikolow, Thomas Horschel aus der DDR und erstmals in seiner Laufbahn Frank Andersson. Ausgerechnet gegen Norbert Növenyi, den ungarischen Überraschungsmann dieser Spiele, den er vorher schon mehrmals besiegt hatte, verlor er in Moskau und kam dadurch in der Endabrechnung hinter diesem und Igor Kanygin auf den 3. Platz, was ihm die olympische Bronzemedaille einbrachte.
Im Jahre 1981 startete Petre Dicu noch bei der Europameisterschaft in Göteborg. Er kam dort aber nur zu einem Sieg über Pal Berger aus Norwegen. Gegen Alexander Dubrowski aus der UdSSR und Georgios Pozidis verlor er und kam damit auf den 9. Platz.
Petre Dicu startete während seiner Laufbahn auch häufig in der Bundesrepublik Deutschland. So nahm er in den Jahren 1976 bis 1980 insgesamt fünfmal beim Großen Preis der BRD in Aschaffenburg teil. Die beste Platzierung, die er dabei erreichte, war ein 2. Platz im Jahre 1980, als er sich hinter dem sowjetischen Sportler Sergei Golubowitsch, aber noch vor Czesław Kwieciński und Gennadi Korban aus der UdSSR einreihte.
Nach der Europameisterschaft 1981 widmete sich Petre Dicu verstärkt seinem Studium der Wirtschaftswissenschaften. Sein Nachfolger in Rumänien stand in Ilie Matei schon bereit.
Petre Dicu erhielt in Rumänien für seine Verdienste den in den damaligen sozialistischen Staaten üblichen Titel: "Verdienter Meister des Sports".

## Internationale Erfolge
| Jahr | Platz  | Wettbewerb                                      | Gewichtsklasse | |
| 1974 | 2.     | Balkan-Spiele der Junioren in Gorna Oriahovitza | Halbschwer     | hinter Mehmet Ayldiz, Türkei, vor Georgi Petkow, Bulgarien |
| 1974 | 6.     | Junioren-EM (Espoirs) in Haparanda              | Halbschwer     | Sieger: Georgi Petkow vor Airapet Minassjan, UdSSR u. Günter Klein, BRD |
| 1976 | 4.     | Großer Preis der BRD in Aschaffenburg           | Halbschwer     | hinter Waleri Resanzew, UdSSR, Fred Theobald, BRD u. Czesław Kwieciński, Polen, vor Walentin Stanojew, Bulgarien u. Anton Kunkel, BRD |
| 1976 | 5.     | EM in Leningrad                                 | Halbschwer     | mit Siegen über István Séllyei, Ungarn u. Giuseppe Vitacci, Italien u. Niederlagen (beide Ringer disqualifiziert) gegen Ants Nisu, UdSSR u. Roman Wrocławski, Polen                                                                                              |
| 1977 | 4.     | Großer Preis der BRD in Aschaffenburg           | Halbschwer     | hinter Wladimir Iwascheschkin u. Waleri Resanzew, bde. UdSSR u. Keijo Manni, Finnland, vor Pedro Pawlidis, BRD |
| 1977 | 9.     | EM in Bursa                                     | Halbschwer     | nach Niederlagen gegen Csaba Hegedűs, Ungarn u. Frank Andersson, Schweden |
| 1977 | 2.     | WM in Göteborg                                  | Halbschwer     | mit Siegen über Aslan Aslan, Türkei, Allan Karing, Dänemark, Hashem Kolahi, Iran, Wiktor Awdessjew, UdSSR u. Stojan Nikolow, Bulgarien, Disqualifikations-Niederlage gegen Czesław Kwieciński (beide Ringer disqualifiziert) u. Niederlage gegen Frank Andersson |
| 1978 | 3.     | "Iwan-Poddubny"-Turnier in Moskau               | Halbschwer     | hinter Wiktor Awdessjew u. Tolnow, Bulgarien |
| 1978 | 4.     | Großer Preis der BRD in Aschaffenburg           | Halbschwer     | hinter Janusz Trela, Polen, Airapet Minassjan u. Darko Nišavić, Jugoslawien, vor Czesław Kwieciński u. Stojan Nikolow |
| 1978 | 3.     | EM in Oslo                                      | Halbschwer     | mit Siegen über Igor Kanygin, UdSSR, Henri d'Haens, Belgien, Jiri Kacirek, CSSR, Disqualifikations-Niederlage gegen Czesław Kwieciński (beide Ringer disqualifiziert) u. Niederlagen gegen Frank Andersson und Keijo Manni                                       |
| 1978 | 5.     | WM in Mexiko-Stadt                              | Halbschwer     | mit Siegen über Aslan Aslan, Kallos, Kanada u. Csaba Hegedűs u. einer Niederlage gegen Czesław Kwieciński |
| 1979 | 5.     | Großer Preis der BRD in Aschaffenburg           | Halbschwer     | hinter Norbert Növényi, Ungarn, Stojan Nikolow, Czesław Kwieciński u. Franz Pitschmann, Österreich |
| 1979 | 3.     | EM in Bukarest                                  | Halbschwer     | mit Siegen über Iwan Petrow, Bulgarien, Franz Pitschmann, Airapet Minassjan u. Norbert Növenyi u. Niederlagen gegen Georgios Pozidis, Griechenland u. Frank Andersson                                                                                            |
| 1979 | 9.     | WM in San Diego                                 | Halbschwer     | mit einem Sieg über Norbert Növenyi u. Niederlagen gegen Yoshihiro Fujita, Japan u. Pedro Pawlidis |
| 1980 | 2.     | Großer Preis der BRD in Aschaffenburg           | Halbschwer     | hinter Sergei Golubowitsch, UdSSR und vor Czesław Kwieciński, Gennadi Korban, UdSSR, Stojan Nikolow u. Uwe Sachs, BRD |
| 1980 | 4.     | EM in Prievidza                                 | Halbschwer     | mit Siegen über Franz Pitschmann, Stojan Nikolow u. Keijo Manni, Disqualifikations-Niederlage gegen Igor Kanygin (beide Ringer disqualifiziert) u. Niederlage gegen Frank Andersson                                                                              |
| 1980 | Bronze | OS in Moskau                                    | Halbschwer     | mit Siegen über Franz Pitschmann, Igor Kanygin, Stojan Nikolow, Thomas Horschel, DDR u. Frank Andersson u. einer Niederlage gegen Norbert Növényi |
| 1981 | 9.     | EM in Göteborg                                  | Halbschwer     | mit einem Sieg über Pal Berger, Norwegen u. Niederlagen gegen Alexander Dubrowski, UdSSR u. Georgios Pozidis |

## Rumänische Meisterschaften
Petre Dicu wurde in den Jahren 1976, 1978 und 1981 rumänischer Meister im Halbschwergewicht.
Anm.: alle Wettbewerbe im griechisch-römischen Stil, OS = Olympische Spiele, WM = Weltmeisterschaft, EM = Europameisterschaft, Halbschwergewicht, damals bis 90 kg Körpergewicht